# پوژیو
پوژیو (به فرانسوی: Pugieu) یک کمون در فرانسه است که در Canton of Virieu-le-Grand واقع شده‌است.

## خصوصیات
پوژیو ۴٫۸۵ کیلومترمربع مساحت و ۱۴۶ نفر جمعیت دارد و ۲۴۵ متر بالاتر از سطح دریا واقع شده‌است.